# 哈罗德·马奥尼
哈罗德·马奥尼（英語：Harold Mahony，1867年2月13日—1905年6月27日），英国男子网球运动员。他曾代表英国和混合队参加1900年夏季奥林匹克运动会网球比赛，获得二枚银牌和一枚铜牌。